# Kazalnica (Stoły)

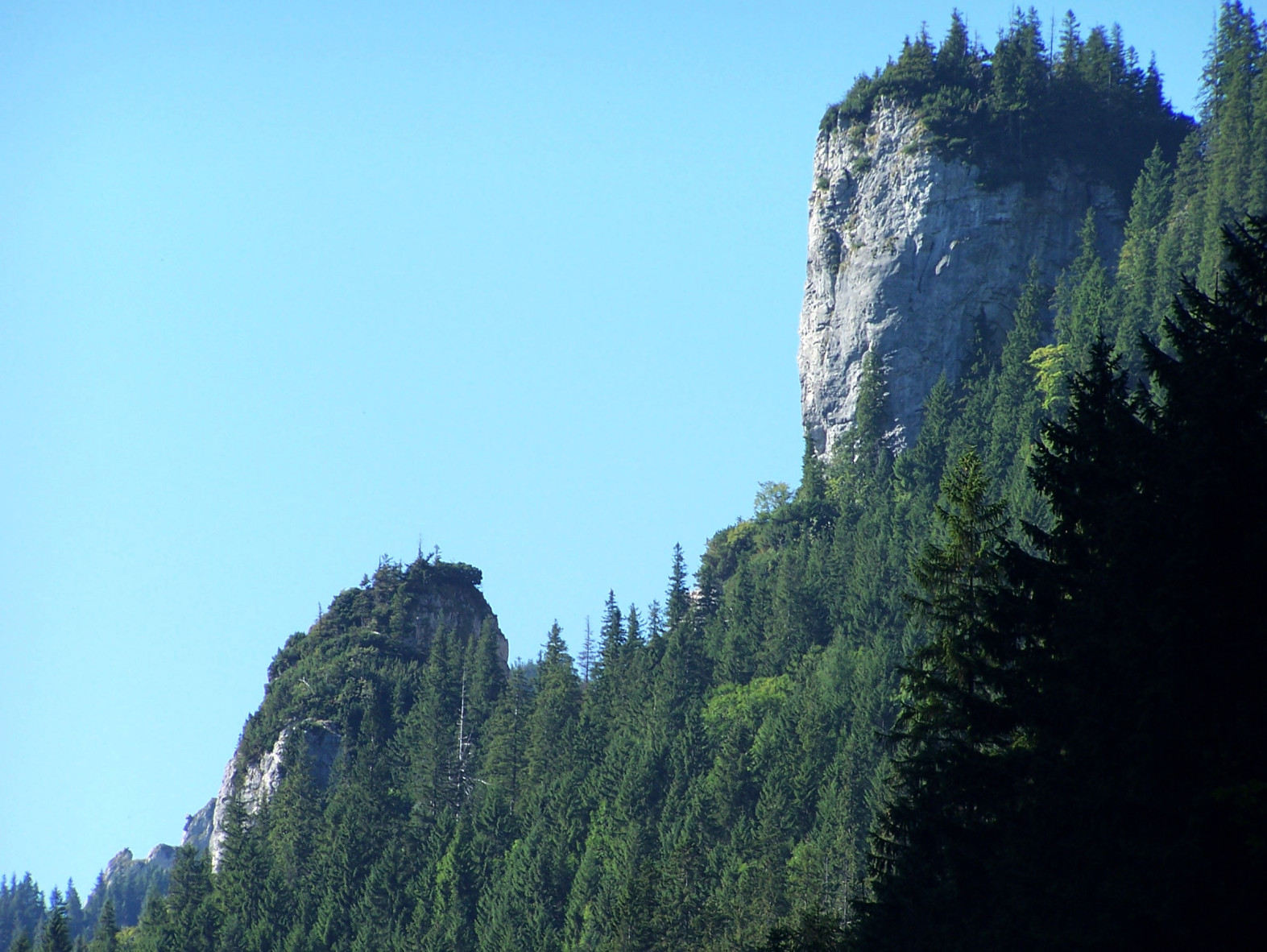
Kazalnica od strony północnej

Kazalnica – turnia wznosząca się ponad lasem w Dolinie Kościeliskiej w Tatrach Zachodnich. Znajduje się ona we wschodniej ścianie Stołów opadającej do Kościeliskiego Potoku w odległości ok. 200 m od Sowy i znacznie powyżej niej. Wapienna turnia o pionowych ścianach i płaskim wierzchołku przypominała góralom kazalnicę w kościele i stąd pochodzi jej nazwa. Nazwa kazalnica jest dość rozpowszechniona w nazewnictwie – w Tatrach istnieje kilka turni lub ścian o tej nazwie. Kazalnica w Stołach jest dobrze widoczna z Polany Pisanej oraz z drogi prowadzącej przez Dolinę Kościeliską.
Płaski wierzchołek Kazalnicy porasta las, a w jej pobliżu znajdują się jaskinie: Wielka Szczelina, Jaskinia Zawaliskowa w Stołach, Schron pod Kazalnicą, Dziura pod Kazalnicą.